# Ectot-lès-Baons
Ectot-lès-Baons – miejscowość i gmina we Francji, w regionie Normandia, w departamencie Sekwana Nadmorska.
Według danych na rok 1990 gminę zamieszkiwało 355 osób, a gęstość zaludnienia wynosiła 72 osoby/km² (wśród 1421 gmin Górnej Normandii Ectot-lès-Baons plasuje się na 567. miejscu pod względem liczby ludności, natomiast pod względem powierzchni na miejscu 695.).